# 孝獻端敬皇后
孝獻端敬皇后（1639年—1660年9月23日），董鄂氏，亦稱董妃、董鄂妃及棟鄂妃等，均譯自滿洲音，並非漢姓董。满洲正白旗人。内大臣鄂硕之女，死後追贈為「孝獻端敬皇后」。祖籍在辽宁佟佳江流域。和硕荣亲王之生母，贞妃四服內的族姐。

## 入宮伊初
關於董鄂妃的出身有各種爭議與見解，其中最為人所接受的有兩說，
《清史稿‧后妃傳》記載：“孝獻皇后董鄂氏，內大臣鄂碩女，年十八入侍。上眷之特厚，寵冠後宮。”。順治十三年（1656年）夏旬入宫，八月二十五日被冊為“賢妃”，九月二十八日晉為“皇貴妃”。這樣的升遷速度在歷史上十分罕見。同年十二月初六日，順治帝還為董鄂妃舉行了十分隆重的冊妃典禮，並且頒恩詔大赦天下。這是清朝唯一一次因冊立皇貴妃而大赦天下。
另一說則認為董鄂氏原为一位满籍军人的夫人，因身為命妇需經常入宮朝見后妃而与福临通姦。这位满籍军人申斥董鄂氏时，被福临打了个耳掴，羞愤致死，抑或是自杀而死。《汤若望传》只稱董鄂妃是一位满籍军人的夫人，後有人因《清实录》载，「（顺治十三年七月）礼部择吉于八月十九日册妃，上以和硕襄亲王薨逝，不忍举行，命八月后择吉日」而提出这位满籍军人即为福临异母弟襄亲王博穆博果尔，惟亦有部分学者考证这位满籍军人并非博穆博果尔。實際上並無可靠且直接的史料有关于这位满籍军人即为博穆博果尔的记载。董鄂氏于顺治十三年八月二十五日（1656年10月12日）被拟立为贤妃；九月二十九日被拟立为皇贵妃；十二月初六日（1657年1月20日），福临颁诏」正式册立其为皇贵妃。福临后来说她“年十八，以德选入掖廷”僅為掩饰之词。关于兄纳弟妇，即所谓收继婚本為后金习俗，因受儒家论理影响而不再奉行。顺治初期，贵族尚维持旧俗，不以为恶。例如豪格於順治五年逝世後，他的福晋博尔济吉特氏改嫁多尔衮。但有學者持不同的見解。

## 宮廷生活
關於董鄂氏在宮廷內的生活，《端敬皇后行狀》有詳細的記載：
她生性孝順恭敬，知大體，對上謙虛退讓，對下寬仁慈愛，不會以自己身份高貴而自矜抬高自己。她無微不至地侍奉皇太后，像子女般察其言觀其行。行走在皇太后的身邊時都小步疾行，與婢女沒有什麼差別。皇太后很習慣她在身邊侍候，如果不是她侍奉就感到不樂。
皇太后有時也會有些不舒服，但是世祖常因有事到南苑及其他地方。因為董鄂氏在皇太后身邊，皇太后就如同世祖親自去看視她般高興。世祖便少了許多顧慮去處理外務，皇太后對董鄂氏說她侍奉得比皇帝还要殷勤用心。有次順治帝帶著皇太后去泡溫泉，董鄂氏因為生病而沒有隨行，皇太后便對世祖說可否讓董鄂氏帶病過來陪伴著她。
她見到世祖心緒煩亂時曾說：「陛下歸且晚，體得無倦耶？」親自把先前命人準備的膳食奉上。世祖感到飽足後叫她一起用膳時，她說：「陛下原念妾，甚幸！然孰若與諸大臣，使得奉上色笑，以沾寵惠乎？」當她得知世祖因有節日慶典而多喝了幾杯酒時，就經常教誡隨侍的侍者要好好服侍世祖安寢，寢室不要太熱。到了夜裡，她怕太監會侍奉不周到而親自到世祖的寢所整夜看護侍奉，等世祖酒勁過去才安心回宮。
世祖有時因奏本過多而草草翻閱就擱置一邊。她就對順治帝說：「此詎非幾務，陛下遽置之耶？」順治帝說：「無庸，故事耳。」她就進一步勸諫稱祖宗交付給世祖的江山大業至關重要，即便身體勞累，也不能草草了事。世祖就乾脆請她一起批閱奏章，她就以婦女不能干涉國政為由推辭。有天，世祖連夜批閱一批將被處決的罪犯案宗時，董鄂氏哭著要他謹慎地省察，在其中找出可寬恕的犯人，有些犯人因而發回重審。世祖時常因各大臣分帮结派之事而不快樂。當她得知後，便曾勸諫他要平心靜氣地考察，使得大臣都臣服於他。
她與順治帝的保母布母布哩氏等人往來時都很有禮貌，不敢看輕保母，同時亦善待諸位嬪嬙，從沒有忌妒爭寵之心，曾告訴順治帝其他妃嬪做得好的地方，當她們犯有過錯時則幫著隱瞞，不讓世祖知悉。她對於世祖所喜歡的嬪嬙，就像對自己的孩子般特別關照和體恤她，也曾讓她們一起品嘗可口的食物。她對年長者的稱呼為「媼」，同時又視年幼者為「姊」。她曾經在宮中鞠撫王女固倫端敏公主與和碩和順公主二人，以及安王女和碩柔嘉公主，對她們三人的慈愛不亞於自己所生的子女。當世祖譴責獲罪的女侍及宮監時，她必然為他們求情。董鄂氏天性慈惠，凡朕所賜賫之物必賞賜他人，故而董鄂氏封為皇貴妃數年間絕無儲蓄。
董鄂氏的父親鄂碩病故後，她哭著對安慰她的順治帝稱不敢過分悲哀讓他煩惱，而且她的父親鄂碩天性蠢笨且不懂大道，她能夠伺候世祖已經是鄂碩最大的榮耀，之前常憂念他心無所懼而做出不好的事情。又董鄂氏在其兄長過世時正好患病，世祖便沒有告訴她此事，怎料她發現哥哥良久沒有派遣嫂嫂来向她问安，已大約得知發生了甚麼事情。她對世祖稱她的哥哥因心高氣傲而在外面做了很多不義的事情，不僅影響她的名聲，恐怕會讓國人都說皇上因為她這樣一個微賤的女子而縱容不法之徒。幸好她的哥哥因故去世，她也不必悲傷。
順治十四年冬旬，昭聖皇太后聖體違和，董鄂氏便廢寢忘食地朝夕侍奉，而孝惠章皇后卻沒有來詢問，也沒有派人來問安。當董鄂氏聞知世祖以孝惠章皇后有違孝道為由諭令群臣議論廢后之事時，長跪且磕头稱若世祖廢掉皇后，她必然不敢再生存下去。
顺治十四年十月初七日（1657年11月12日），董鄂氏生一子榮親王，不料其子順治十五年正月二十四日（1658年2月25日）便夭折。顺治追封这位尚未取名的皇子（甚至打算立他为皇太子）为和硕荣亲王。
孝惠章皇后於順治十五年病危時，她宮里的侍御因世祖親自服侍，才得以有些時間休息，而董鄂氏竟五天五夜沒有休息，時而為孝惠章皇后誦讀史書，或者跟孝惠章皇后談些家常來解悶。等董鄂氏剛出她的寝宫门時就含泪地说：「上委我候视，倘疾终不痊，奈何？」董鄂氏在同年悼妃薨逝時亦哭著說：「韶年入宮，胡不於上久效力，遂遽夭喪耶？」
順治十七年春旬，永壽宮有位妃嬪患病，董鄂氏因親自服侍她而三晝夜沒有休息，殷切地幫助她解除憂慮。 同年八月十九日（1660年9月23日）病逝于承宫，年仅二十二岁。她的週年禮等祭祀活動在順治帝命令之下均在承乾宮內進行。

## 死後
董鄂氏之死对世祖的打击极大，福临“竟至寻死觅活，不顾一切。人们不得不昼夜看守着他，使他不得自杀。」八月二十一日（9月25日）董鄂妃被追封为「孝獻莊和至德宣仁温惠端敬皇后」，简称「孝獻皇后」，福临對此“犹以无天圣二字为歉”。福临亲自撰写其《行状》数千字，并命大学士金之俊为她作《别传》，辍朝五日以示哀，用蓝笔批答奏章四个多月，甚至再萌剃发出家的念头，经各方人士劝阻才未果。三七（阴历九月初十日，西历10月13日），在景山火化，由茚溪行森秉烛，偈语曰：「出门须審细，不比在家时；火裡翻身转，诸佛不能知。」
顺治十八年正月初七日（1661年2月5日）深夜，福临逝于养心殿。贞妃为其殉葬。康熙二年六月初六日（1663年7月10日），董鄂氏与福临合葬孝陵。根據康熙九年的底檔記載，太皇太后布木布泰下令將端敬皇后董鄂氏的一些遗物分派給包衣大臣的妻子等人，將端敬皇后生前穿過的袍、褂、朝裙和便袍總共四十件衣物给予各旗大臣以及包衣大臣的妻子們，靴子三十二雙與襪子七十五雙則分給了在內務府當差的婦女們作為遺念。端敬皇后的遺物數量較少，而等待分賞的人卻十分多，許多人因而沒有分到端敬皇后的遺物。太皇太后便把她自己的袍子和靴襪拿出來進行分賞。

## 姓氏考證
清初满洲人有一种用汉姓简称满洲姓氏的习惯，而且可能在官方也这样使用。查看《世祖章皇帝实录（康熙本）》，在顺治十三年八月立贤妃，九月立贤妃为皇贵妃的记录中，“董鄂氏”均写作“董氏”。在后来的乾隆本中，“董氏”則规范成了“董鄂氏”。实际上，参考档案，当时汉文册文里的确写“董氏”，但是同一张纸的满文册文即寫作「董鄂氏」。这是当时满汉文资料各行其事的一种表现。

## 影视形象
| 电影作品   | 飾演董鄂氏的演員 |
| 《深宫怨》 | 尤敏             |

| 电視作品                               | 飾演董鄂氏的演員 |
| 《武侠董小宛》                         | 孟丽萍           |
| 《董小宛》                             | 李司棋           |
| 《鹿鼎記》                             | 高妙思           |
| 《順治帝與董小宛》单元（華視金玉劇坊） | 施思             |
| 《满清十三王朝》                       | 吴宁             |
| 《庄妃轶事》                           | 高建华           |
| 《一代皇后大玉儿》                     | 戴自华           |
| 《康熙情锁金殿》                       | 翁虹             |
| 《京城大状师》                         | 宋妍             |
| 《康熙王朝》                           | 博弘             |
| 《至尊食王》                           | 董晓燕           |
| 《孝莊秘史》                           | 舒暢             |
| 《少年天子》                           | 霍思燕           |
| 《少年康熙》                           | 韩晓             |
| 《紫禁驚雷》                           | 朱璇             |
| 《深宮諜影》                           | 許嬌寧           |
| 《山河恋·美人无泪》                    | 張雪迎           |
| 《多情江山》                           | 侯梦瑶           |
| 《大玉儿传奇》                         | 孙婉婷           |
| 《长安诺》                             | 杨超越           |

- 其中电影《深宫怨》，及电视剧《武侠董小宛》、《董小宛》、《顺治帝与董小宛》单元（华视金玉剧坊）、《满清十三王朝》、《一代皇后大玉儿》、《京城大状师》、《至尊食王》、《多情江山》将董鄂妃与董小宛合并为一人。

## 延伸阅读
[在维基数据编辑]
 《清史稿·卷221》
 《清史稿/卷214》，出自趙爾巽《清史稿》
 在维基共享资源阅览影像

## 相关资料
- 杨珍·《董鄂妃的来历及董鄂妃之死》，载于《故宫博物院院刊》1994年01期。
- 1664年，杨光先上书《请诛邪教疏》，控告洋人汤若望凭西历计算的荣亲王下葬的日子为凶日，导致董鄂妃不久也死亡，挑起清初“历狱”大案。